# Chiva (kommun)
Chiva är en kommun i Spanien.   Den ligger i provinsen Província de València och regionen Valencia, i den östra delen av landet, 270 km öster om huvudstaden Madrid. Antalet invånare är 15 185.